# Devine combien je t'aime
Devine combien je t'aime (en anglais : Guess How Much I Love You) est un livre pour enfants écrit par Sam McBratney et illustré par Anita Jeram, publié pour la première fois en 1994 au Royaume-Uni par Walker Books.
Il a donné lieu à de nombreuses traductions, d'autres ouvrages reprenant les mêmes personnages, et des adaptations animées pour la télévision.